# Агнес Џебет Нгетич
Агнес Џебет Нгетич (енгл. Agnes Jebet Ngetich; 23. јануар 2001.) кенијска је тркачица на дуге стазе. На Светском првенству у кросу 2023.освојила је бронзану медаљу у сениорској трци и златну медаљу са Кенијом екипном пласману. У јануару 2024. истрчала је 10 километара за 28:46 (28 минута, 46 секунд) на друмској трци у Валенсији, оборивши претходни светски рекорд за 28 секунди. На путу до тог времена, Нгетич је такође оборила светски рекорд на 5 км прешавши их за 14:13, што је било 6 секунди брже од претходног светског рекорда. Нгетич такође држи други најбржи резултат у полумаратону у историји, са 1 сат 3 минута и 4 секунде.

## Каријера
2017. Нгетич је трчала  9:13,0 на 3.000 метара. 2018. Нгетич је освојила 4. место на Афричком првенству у кросу за јуниоре одржаном у Алжиру.
У септембру 2022. Нгетич је завршила као другопласирана на друмској трци од 10 км у Брашову, Румунија.
18. фебруара 2023. Нгетич је освојила бронзану медаљу у појединачној трци и златну медаљу у екипном пласману на Светском првенству у кросу одржаном у Батерсту, Аустралија.
У септембру 2023. Нгетич је оборила незванични светски рекорд у трци на 10 км у којој су учествовале искључиво жене. Она је 10 км у Брашову истрчала за 29:24 минута. Ово време је премашило претходни рекорд од 30:01 који је поставила Агнес Тироп у Херцогенаураху 2021. Нгетич је завршила првих 5 км за 14:25, што је било четири секунде брже од претходног светског рекорда на 5 км у трци где су учествовале искључиво жене. Касније истог месеца организатори трке су објавили да је измерено да је стаза била 25 метара краћа од прописане дужине од 10 км, па су постигнути рекорди поништени.
Нгетич је 14. јануара 2024. истрчала светски рекорд у трци на 10 км где су трчали и мушкарци и жене. На трци у Валенсији она је  поправила претходни светски рекорд Јалемзерфа Јехуала за 28 секунди. Нгетич је зауставила штоперицу на 28:46, поставши прва жена која је пробила баријеру од 29 минута, било на друму или на стази. Њен наступ је био бржи од тадашњег светског рекорда Летесенбет Гидеј на 10.000 м од 29:01,03 и бржи од тренутног светског рекорда на 10.000 м од 28:54,14 којег је поставила Беатрис Чебет. Нгетич је поправила и светски рекорд у трци на 5 км пошто је у пролазном времену на 5 км имала 14:13 секунди, што је било брже од претходног рекорда на 5 км којег је држала Етиопљанка Еџгајеху Таје из 2021.
На Светском првенству у кросу 2024. у Београду завршила је на петом месту иза четири колегинице из тима Кеније које су освојиле екипно злато.
27. октобра 2024. Нгетич је победила на полумаратону у Валенсији у времену од 1 сат 3 минута и 4 секунде, што је само 13 секунди спорије од светског рекорда Летесенбет Гидеј од 1 сат 2 минута и 52 секунде за 13 секунди.

## Лични рекорди
- Све информације преузете са профила Агнес Нгетич на сајту Светске Атлетике.[13]

| Стаза                               | Дисциплина  | Време    | Место      | Датум             | Белешка                                                    |
| ----------------------------------- | ----------- | -------- | ---------- | ----------------- | ---------------------------------------------------------- |
| Атлетска (тартан) стаза на стадиону | 3.000 м     | 8:32.62  | Осло       | 15. јун 2023.     |                                                            |
| Атлетска (тартан) стаза на стадиону | 5.000 м     | 14:36.70 | Париз      | 9. јун 2023.      |                                                            |
| Атлетска (тартан) стаза на стадиону | 10.000 м    | 31:34.83 | Будимпешта | 19. август 2023.  |                                                            |
| Друм (ван стадиона)                 | Миља        | 4:36.51  | Хонолулу   | 8. децембар 2018. |                                                            |
| Друм (ван стадиона)                 | 5 км        | 14:13+   | Валенсија  | 14. јануар 2024.  | Светски рекорд, истрчан као пролазно време у трци на 10 км |
| Друм (ван стадиона)                 | 10 км       | 28:46    | Валенсија  | 14. јануар 2024.  | Светски рекорд                                             |
| Друм (ван стадиона)                 | Полумаратон | 1:03:04  | Валенсија  | 27. октобар 2024. | 2. резултат свих времена                                   |